# Bothrops barnetti
Bothrops barnetti är en ormart som beskrevs av Parker 1938. Bothrops barnetti ingår i släktet Bothrops och familjen huggormar. Inga underarter finns listade.
Arten förekommer i norra Peru vid Stilla havet. Honan lägger inga ägg utan föder levande ungar. Ormen lever i låglandet. Den vistas i halvöknar och i torra galleriskogar.
Beståndet hotas av landskapets omvandling till jordbruksmark. Hela populationen minskar. Utbredningsområdet är cirka 30 000 km² stort. IUCN listar arten med kunskapsbrist (DD).